# Karim Amghar
Karim Amghar (Rotterdam, 1988) is een Nederlandse schrijver, programmamaker, televisiepresentator, docent, dagvoorzitter en spreker.

## Carrière
Amghar is bekend van zijn boeken Hoor Mij, Zie Mij! Naar Kansengelijkheid In Het Onderwijs, Van Radicaal Naar Amicaal, het televisieprogramma Karim Pakt Zijn Kans voor de NTR en als panellid van het De Wereld Draait Door (DWDD) Het Lagerhuis.
Naast zijn sprekersklussen, schrijf- en televisiewerk werkt Amghar als docent omgangskunde op een mbo in Rotterdam en voorheen ook als docent op een lerarenopleiding in Leiden. Amghar heeft zich gespecialiseerd in de thema's polarisatie, radicalisering, diversiteit en andere sociaal-maatschappelijke thema’s. Amghar is vanuit die hoedanigheid onder meer als gast gevraagd bij talkshows RTL Late Night, DWDD en De Nieuwe Maan. In 2018 ontving hij de Compassieprijs voor het tegengaan van polarisatie en discriminatie in de Nederlandse samenleving.
Als presentator maakt Amghar in 2019 zijn eerste televisieprogramma voor de NTR. Dit programma gaat over kansenongelijkheid in het onderwijs, een thema dat sinds 1970 op de agenda staat sinds oud-minister van onderwijs Jos van Kemenade het op de agenda zette door o.a. de middenschool. Op 13 december 2019 werd de eerste aflevering van Karim Pakt Zijn Kans uitgezonden op NPO 2. Hierin onderzoekt Amghar hoe het gesteld is met de kansen van leerlingen met veel potentie, maar weinig middelen. Hij spreekt daarvoor met diverse beleidsmakers, ervaringsdeskundigen, onderwijzers, docenten, ouders en de leerlingen zelf. Ook interviewt hij minister Slob en oud-minister Van Kemenade en gaat hij in de serie op zoek naar oplossingen voor kansenongelijkheid. Het is een vierdelige serie. Het programma is gemaakt in samenwerking met Patrick Bisschops (regisseur), Frans Jennekens (eindredacteur), Karo Kil (producer), Marnel Breure (redacteur) en Fouzia el Hannouti (redacteur). In 2022 ging Amghar in Het verhaal van Abdelkrim (2022) op zoek naar zijn geschiedenis en Amazigh-wortels. Hij onderzoekt hoe het noorden van Marokko zich heeft ontwikkeld  tot achtergesteld gebied en waarom er nog steeds opstanden zijn. Verzetsheld Abdelkrim El Khattabi neemt een centrale rol in de documentaire. Er is kritiek geweest op de documentaire omdat de 'foto' van Abdelkrim met Che Guevara die in de docu in beeld komt geen foto bleek te zijn, maar een zogeheten 'fotoshop'. Het M-Woord (2022) gaat in op wat er moet gebeuren om de acceptatie van lhbtiq+’ers binnen de islam te vergroten. Na afloop van de uitzending leidt Amghar de gelegenheidstalkshow over het geweld en de haat jegens mensen uit de lhbtiq+ gemeenschap door daders met een islamitische achtergrond met prominente sprekers (onder anderen Rob Jetten en Margriet van der Linden).
Naast Karim Pakt Zijn Kans maakte en presenteerde Amghar verschillende programma's:
- Moslims Bidden Voor Verbinding (2020) voor de NTR[4]
- Het Ramadangevoel (2020) voor de NTR[5]
- School op Zuid voor (2020) OPEN Rotterdam[6]
- ONMISBAAR MBO (2021) OPEN Rotterdam
- Het Ramadangevoel (2021) voor de NTR[7]
- Karims Offerfeest (2021) voor de NTR
- Geloof in het onderwijs (2022) voor NPO
- Het verhaal van Abdelkrim (2022) voor de NTR[1]
- Het M-woord (2022) voor de NTR[3]
- Karims Offerfeest (2022) voor de NTR
- Ramadan in Nederland (2023) voor NPO
- Naar Mekka, verhalen van de hadj (2023) voor NPO

### Hoor Mij, Zie Mij!
In zijn boek Hoor Mij, Zie Mij! Naar Kansengelijkheid In Het Onderwijs zet Amghar kansenongelijkheid uiteen, beschrijft hij de oorzaken en gevolgen van kansenongelijkheid, beschrijft hij verhalen uit de praktijk en biedt hij oplossingen aan om kansenongelijkheid aan te pakken in het onderwijs.

### Van Radicaal Naar Amicaal
In zijn boek Van Radicaal Naar Amicaal beschrijft Amghar verhalen uit de praktijk, reikt hij tools aan en bespreekt hij de thema’s radicalisering en polarisatie.

### Andere functies
Vanuit de adviesraad geeft Amghar advies over de programma's van de NTR aan de mediadirecteur. Zolang Amghar werkt aan zijn televisieprogramma, neemt hij volgens de NTR geen deel aan de Adviesraad totdat dit programma afgerond en uitgezonden wordt.
Amghar is voorzitter van de Werkagenda MBO en lid van de Raad van Toezicht bij het Mediacollege in Amsterdam.
Amghar is sidekick/friend of the show bij het radioprogramma FOCUS op Radio 1. Daarin praat Amghar één keer per maand over actuele onderwijsthema’s. Ook is hij initiatiefnemer en mede-eigenaar van WijWijs Onderwijsontwikkeling en Adviesbureau. Daarnaast schrijft hij onderwijsblogs voor NRC Handelsblad.
Amghar is mede-eigenaar van het recruitmentbureau YOUmatch.

### Onderwijs
Na zijn opleiding Communicatie & Media ging Amghar werken in een commerciële omgeving. Amghar ging in het onderwijs werken omdat hij merkte dat veel jongeren uit grootstedelijke omgevingen vaardigheden misten die essentieel zijn om te kunnen meedraaien in de samenleving.
Eenmaal in het onderwijs, merkte Amghar een aantal uitdagingen op. Moeilijke onderwerpen werden vermeden, docenten konden moeilijk omgaan met de straatcultuur die het klaslokaal binnenkwam, radicalisering, polarisatie en vele andere uitdagingen. Amghar ging zich hierin specialiseren door de opleiding Pedagogiek en Didactiek te volgen en diverse cursussen over deze thema's te volgen. Daarnaast voerde hij gesprekken met ervaringsdeskundigen om zich meer te verdiepen in de thematiek.

## Persoonlijk

### Hardlopen
Amghar is een recreatief hardloper op verschillende afstanden. Hij werd geïnspireerd door zijn broer om marathons te gaan lopen.

### Gezin
Amghar is getrouwd en heeft twee dochters en een zoon (2022). Amghar komt uit een gezin van elf, waarvan negen jongens en twee meisjes.

### Bestseller 60
| Boeken met noteringen in de Nederlandse Bestseller 60 | Jaar van verschijnen | Datum van binnenkomst | Hoogste positie | Aantal weken | Opmerkingen |
| ----------------------------------------------------- | -------------------- | --------------------- | --------------- | ------------ | ----------- |
| Maar dat begrijp jij toch niet                        | 2025                 | 12-02-2025            | 2               | 6            |             |

- Gemeinsame Normdatei: 1211429229
- International Standard Name Identifier: 0000 0004 7958 1951
- Virtual International Authority File: 15157825229954061998